# 悪霊の棲む部屋
『悪霊の棲む部屋』（あくりょうのすむへや）は、塔山郁による日本のホラー小説。

## 概要
- 第5回ホラーサスペンス大賞の最終選考に残った作品を改稿したものである。 当時は 佐伯塔名義で『囁く狐』というタイトルであった。
- 文庫化される以前のタイトルは『705号室 ホテル奇談』であった。

## ストーリー
都内にある何の変哲もない、そのビジネスホテルに、存在する使用禁止の部屋「705号室」にまつわるホラーサスペンス。